# Fleur Snelder
Fleur Snelder (6 november 1987) is een Nederlands voormalig korfbalster. 

## Spelerscarriere
Snelder speelde voor DOS'46 uit Nijeveen. Daar speelde ze voornamelijk in het 2e team. In seizoen 2011-2012 speelde ze echter 8 wedstrijden in het eerste team.
In 2013 stopte Snelder bij DOS'46.
In 2014 sloot ze zich aan bij Synergo uit Utrecht.

## Prijzenkast
- Nederlands Kampioen (zaal) 1X, 2008/09
- Europa Cup 1X, 2008